# رامش کریشنان
 رامش کریشنان (تامیلی: ரமேஷ் கிருஷ்ணன்؛ زاده ۵ ژوئن ۱۹۶۱) یک تنیس‌باز اهل هند است.